# قره‌کنار (ممسنی)
قره‌کِنار یک روستا در ایران است که در بخش ماهورمیلاتی شهرستان ممسنی در استان فارس واقع شده‌است.

## جمعیت
این روستا در دهستان میشان قرار دارد و براساس سرشماری مرکز آمار ایران در سال ۱۳۸۵، جمعیت آن ۷۸ نفر (۱۹ خانوار) بوده‌است.